# Studijní a vědecká knihovna v Hradci Králové
Studijní a vědecká knihovna v Hradci Králové (The Research Library in Hradec Králové, zkratka: SvkHK) je veřejná univerzální knihovna. 
Jedná se o příspěvkovou organizaci Královéhradeckého kraje.
Svými službami a  knihovními fondy zaručuje knihovna právo všech občanů na informace a zajišťuje jim rovný a neomezený přístup k těmto informacím. Knihovna je součástí systému knihoven vykonávajících koordinační, odborné, informační, vzdělávací, analytické, výzkumné, metodické a poradenské činnosti ve smyslu platných právních předpisů upravujících provozování veřejných knihovnických a informačních služeb.

## Historie knihovny

### Historie v bodech
Zdroj:
- 1896 – vznik samostatného Městského průmyslového muzea v Hradci Králové
  - součástí je i knihovna s vlastní čítárnou
- 1941 – knihovna průmyslového muzea přeměněna na Městskou studijní knihovnu
- 1949 – fond bývalé Městské knihovny přechází do vlastnictví státu
  - vznik Státní studijní knihovny
- 1953 – získány prostory v budově čp. 626 na Eliščině nábřeží
- 1954 – přejmenování na Státní vědeckou knihovnu v Hradci Králové
- 1971 – zřízení sídla v místní synagoze
- 1983 – zřízení skladových prostor na Pouchově
- 2001 – přejmenování na Studijní a vědeckou knihovnu v Hradci Králové
- 2004 – navrácení synagogy židovské obci

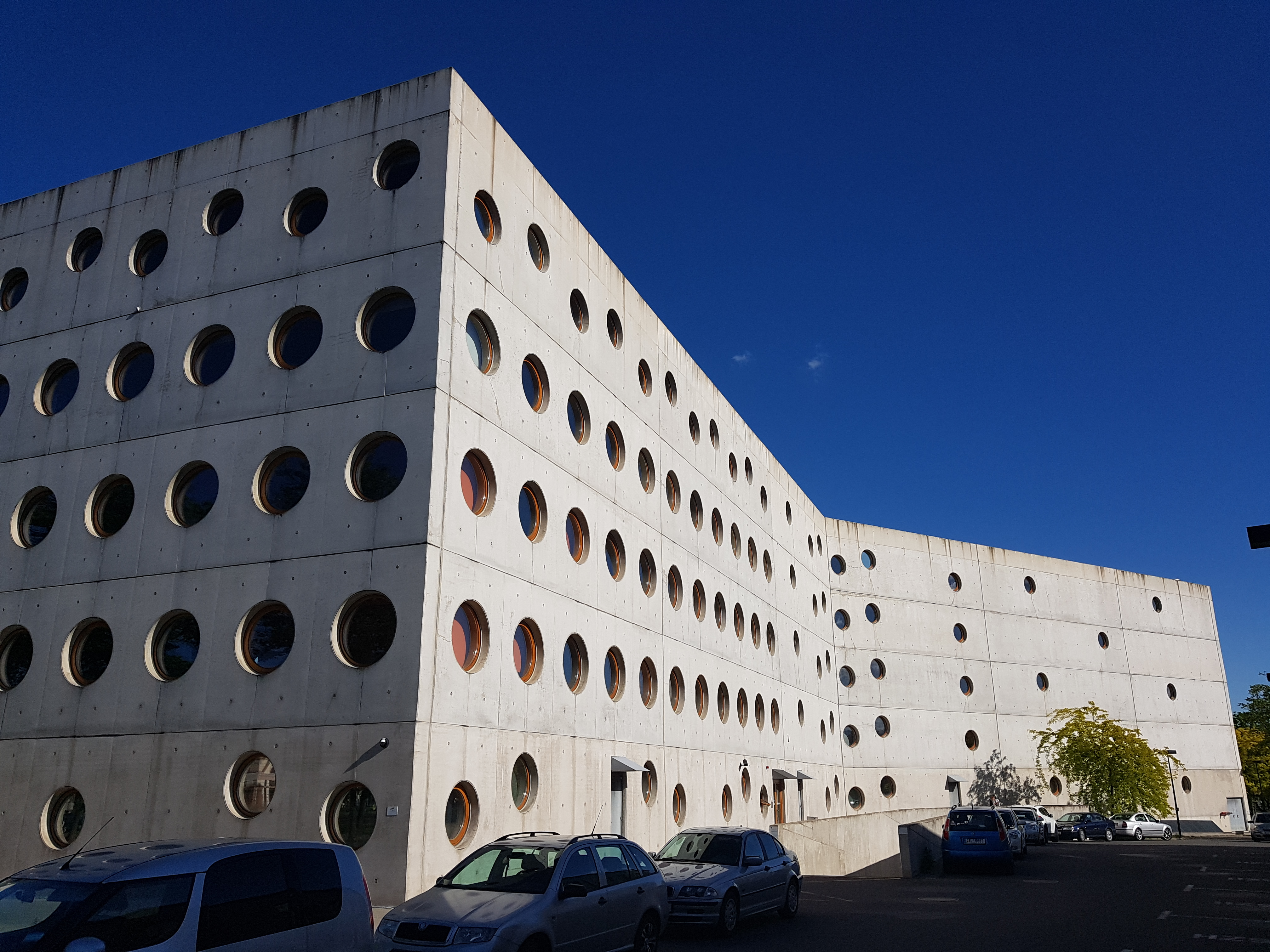
Pohled na budovu knihovny od Severozápadu

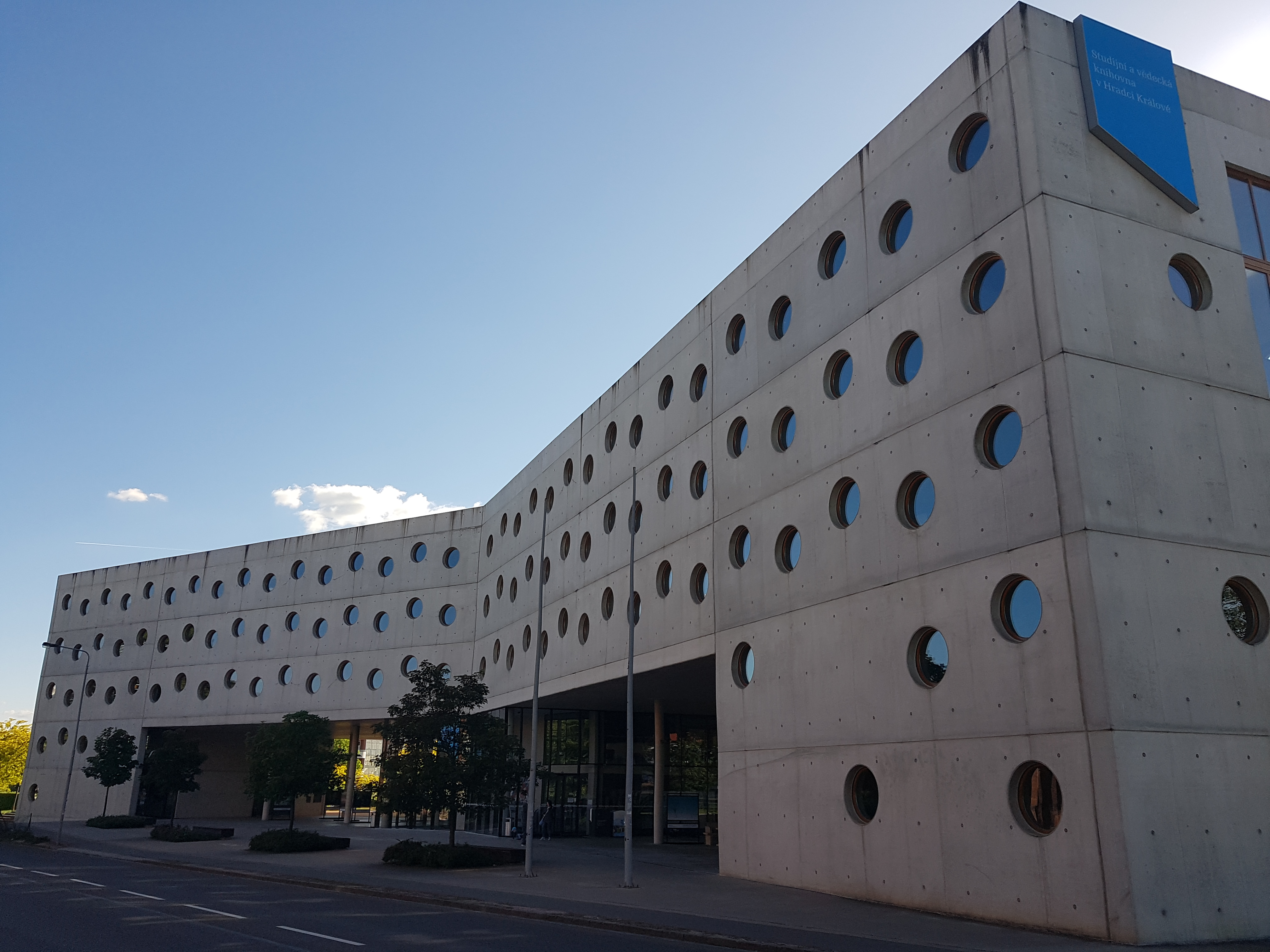
Budova knihovny

- 2009 – otevření nové budovy

### Historie v kostce

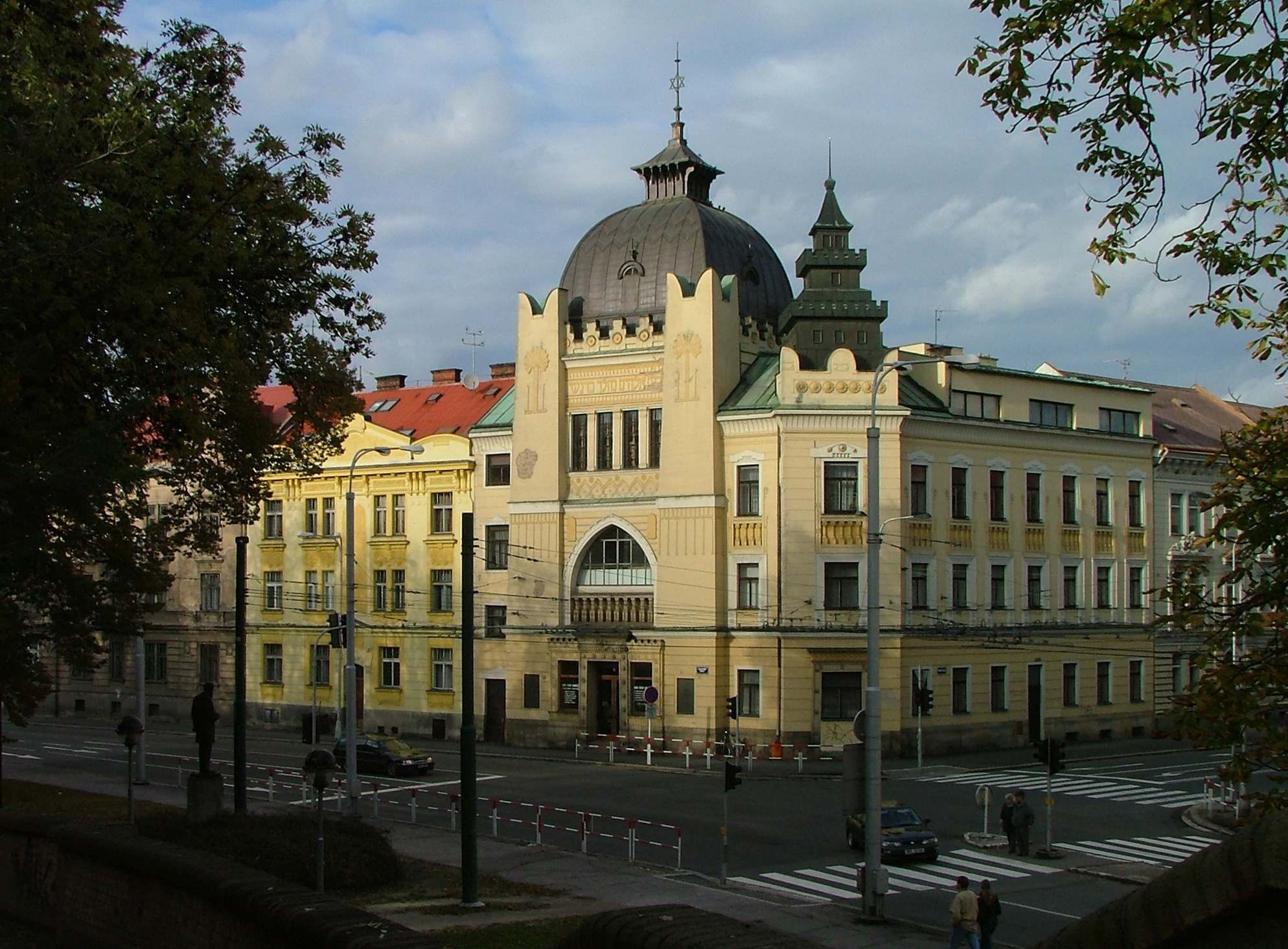
Budova synagogy

Oficiální vznik Studijní a vědecké knihovny v Hradci Králové se datuje k roku 1949, její historie je však mnohem delší. Prvopočátky knihovny lze nalézt již v roce 1896, kdy vzniklo Městské průmyslové muzeum v Hradci Králové, jehož součástí byla i knihovna s čítárnou. Tato knihovna byla největší odbornou knihovnou v Hradci Králové a obsahovala vědeckou literaturu české i zahraniční provenience. Knihovna fungovala téměř padesát let, a to do roku 1841, kdy byla přeměněna na Městskou studijní knihovnu.
Další zlom v historii knihovny přišel po 2. světové válce, kdy byl její fond předán státu a spolu s fondem Lékařské knihovny posloužil ke vzniku Státní studijní knihovny v Hradci Králové. Knihovna tak zareagovala na snahy o vytvoření širší knihovní sítě a propojení obecních lidových knihoven s knihovnami univerzitními. V roce 1952 však došlo k rozdělení zmíněných knihoven a fond Lékařské knihovny se stal základem pro vznik Vojenské lékařské akademie v Hradci Králové.
V roce 1954 byla knihovna přejmenována na Státní vědeckou knihovnu, toto jméno nesla až do roku 2001, kdy se zřizovatelem knihovny stal Královéhradecký kraj. Dne 27. září 2001 bylo jméno změněno naposledy, jeho současná verze zní: Studijní a vědecká knihovna v Hradci Králové (The Research Library in Hradec Králové).

### Budovy knihovny
Po celou dobu existence knihovny byla řešena otázka nedostatečných prostor. Nevyhovovala velikost skladových prostor ani místa určená pro služby uživatelům. První krok k vyřešení tohoto problému byl učiněn v roce 1952, kdy bylo knihovně poskytnuto přízemí budovy čp. 626 na Eliščině nábřeží. V roce 1968 pak byla zakoupena zchátralá budova bývalé synagogy.

#### Synagoga
Budova synagogy se stala sídlem knihovny v roce 1971. Jejímu otevření předcházela celková renovace objektu, která trvala tři roky. Kromě klasických služeb, sídlilo v synagoze také ředitelství knihovny, administrativa, odbor doplňování a zpracování fondů a oddělení informatiky.

#### Depozitář
V roce 1983 byla otevřena první hala centrálního depozitáře na Pouchově, druhá pak v roce 1996 a třetí roku 1999. Tímto počinem byl vyřešen problém skladových prostor, ale budova synagogy stále neposkytovala dostatečný prostor pro služby uživatelům, chyběl prostor pro volný výběr a studovna se nacházela v čp. 626 na Eliščině nábřeží.

#### Problémy s prostory
Konec 20. století přinesl knihovně velké množství změn. V roce 1994 bylo schváleno navrácení synagogy židovské obci, objekty rozptýlené na třech místech Hradce Králové přestaly vyhovovat po stránce provozní i finanční a prostory pro služby uživatelům neodpovídaly požadavkům kladeným na knihovnu 21. století. Z těchto důvodů se začalo jednání o výstavbě nového Knihovnicko-informačního centra „U Přívozu“.

## Knihovnicko-informační centrum „U Přívozu“

### Harmonogram stavby

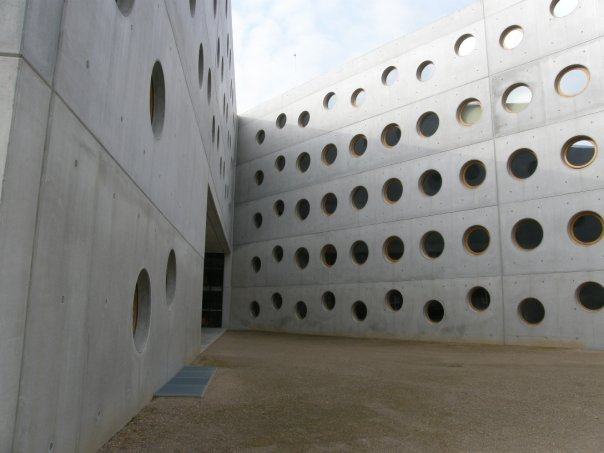
Exteriér knihovny

- 31. 07. 2001 – vydán registrační list projektu s názvem „Knihovnicko-informační centrum „U Přívozu“ SVK Hradec Králové“ s celkovým rozpočtem 394,5 mil. Kč.
- 20. 03. 2002 – 24. 10. 2002 – architektonická soutěž
- 25. 03. 2003 – 04. 08. 2004 – práce na projektu
- 16. 09. 2004 – zahájení stavby
- 26. 10. 2004 – položení základního kamene
- červenec–srpen 2008 – stěhování
- 25. 09. 2008 – den otevřených dveří
- 29. 09. 2008 – zahájení provozu v nové budově

### Umístění
Nová budova je postavena na rohu ulic Hradecké a U Přívozu. Její lokace je velmi vhodná, nachází se blízko historického centra, těsně sousedí s areálem Univerzity Hradec Králové, několika středními školami a menzou.

### Exteriér
Budova má moderní a nadčasový charakter. Její přesný popis pochází z tiskové zprávy z roku 2007: „Dům je v parteru v místě vstupů do knihovny průchozí. Umožňuje tak volné úhlopříčné propojení Hradecké ulice s nábřežím řeky Orlice a univerzitním areálem. Plášť budovy svým charakterem podtrhuje dynamičnost a čitelnost tvaru (odlitá litera). Plášť je perforován kulatými okny, zvolenými pro jejich schopnost vytvořit intimní a soustředěné vnitřní prostředí. Okna jsou umístěna ve dvou parapetních výškách. Velká prosklení na koncích křídel u Hradecké ulice zakončují a prosvětlují hlavní prostory knihovny. Studovny v posledním patře jsou prosvětleny skleněnými kruhovými světlíky. Objekt je umístěn na betonové ploše, která navazuje na okolní komunikace“.
Původně se počítalo s barevnými exteriéry, z technických důvodů (nebyla zajištěna jednolitost barvy) byl knihovně ponechán surový betonový vzhled. Fasády jsou opatřeny antigraffiti nátěrem.

### Interiér

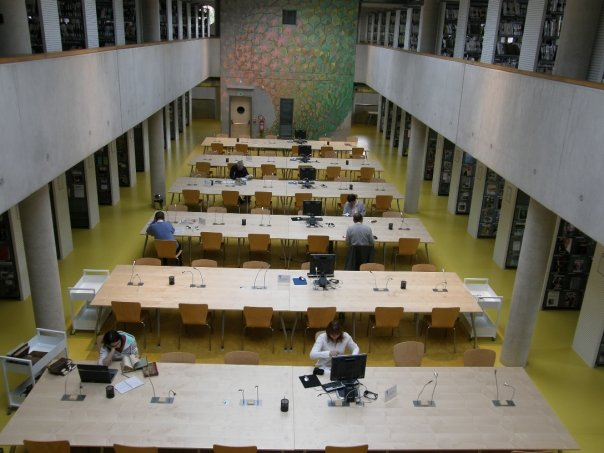
Studovna

Budova je rozdělena do čtyř křídel (JZ, SZ, JV, SV) a šesti podlaží, z nichž jedno je podzemní. Křídla jsou propojena centrální halou, patra spojuje kruhové schodiště. Východní část knihovny a centrální hala slouží uživatelům, SZ křídlo administrativě a JZ jako skladové prostory. Bezbariérový přístup je možný do všech částí budovy.
V přízemí se nachází vestibul, šatna, kavárna CrossCafe a galerie U Přívozu. Druhé nadzemní podlaží zahrnuje PC učebnu, galerii Automat, automat na jídlo a pití a relaxační zóny. Ve třetím podlaží je umístěn volný výběr, ve čtvrtém studovna periodik, v pátém volný výběr z jazykovědy a beletrie, studovna, konferenční sál a učebny. Ve všech patrech jsou zřízeny informační pulty a obrazovky s vyvolávacím systémem. Kromě klasických studijních míst se v knihovně nachází i studijní boxy.
Budova není opatřena klasickou klimatizací, využívá se způsobu aktivace betonového jádra. Teplota se zde konstantně pohybuje mezi 15–20 °C.
Vnitřek budovy zdobí freska s názvem Evoluce forem od výtvarnice MgA. Martiny Novotné. Dílo znázorňuje vývoj forem od buňky, přes rostliny až po vědění. Je to jeden z mála barevných prvků vyskytujících se v interiéru. Stejně jako schodiště a „informační záložka“ prochází Evoluce forem všemi patry. Barevné komponenty nábytku a podlah dotvářejí jinak strohý obraz betonových stěn.
Veškeré informace o prostorách knihovny lze nalézt v informačním letáčku s názvem Průvodce SVK HK a na webových stránkách knihovny.

## Fakta o knihovně

### Uživatelé
V roce 2021 zavítalo fyzicky do SvkHK 63 437 návštěvníků, z toho 11 741 registrovaných uživatelů. Online návštěv v roce 2021 bylo 405 429. Největší skupinou uživatelů jsou vysokoškolští studenti, dále pak pracující občané se středoškolským vzděláním, pracující občané s vysokoškolským vzděláním, středoškoláci a senioři. Zbytek tvoří děti, lidé se základním vzděláním, cizinci, kolektivní čtenáři a zaměstnanci knihovny.

### Zaměstnanci
Celkový počet zaměstnanců knihovny je 89 (2021).

## Služby
Odbor služeb funguje ve dvousměnném provozu celý týden, kromě neděle. Počet návštěvníků knihovny je zaznamenáván na detekčních branách u vstupu do knihovny.

### Služby pro veřejnost
Snahou knihovny je zpřístupnit co možná nejvíce služeb širší veřejnosti bez nutnosti registrace. Mezi takové služby patří prezenční výpůjčky monografií a periodik, exkurze, kurzy, prohlídky, možnost navštívit galerii U Přívozu a další výstavní prostory, nebo některou z pořádaných akcí (přednášky, semináře, besedy, kurzy, atd.).

#### Výpůjční služby
SvkHK zajišťuje absenční i prezenční výpůjční služby. V roce 2021 se uskutečnilo 226 434 absenčních výpůjček a 5 679 prezenčních výpůjček.
Čtenáři mají možnost půjčování monografií z volného výběru nebo ze skladu. Pro větší komfort uživatelů byl pořízen selfcheck a 2 boxy na vracení knih Herbie. Od roku 2023 jsou v provozu výdejní boxy v režimu 24/7.
Ve studovně periodik si mohou uživatelé prezenčně vypůjčit odborné časopisy, časopisy pro volný čas i noviny. Tuto část knihovny mohou během dne navštěvovat i nezaregistrovaní čtenáři.
Ve volném výběru periodik a odborných monografií je užito dvojích signatur. Řadí se systematicky (podle MDT) i formátově. Beletrie je řazena abecedně podle jmen autorů.

#### Informační a rešeršní služby
Uživatelé mohou dotazy podávat osobně, telefonicky nebo emailem.
Knihovna umožňuje přístup do těchto licencovaných databází: Anopress, ASPI, Bookport, Codexis, ČSN, EBSCOhost, Infobanka ČTK, PressReader a SpringerLink. Do některých se mohou registrovaní uživatelé přihlásit i mimo knihovnu. Kromě těchto databází knihovna nabízí i další, volně přístupné oborové e-zdroje. Dále SvkHK vytváří svou vlastní databázi s názvem Významná regionální výročí.
Lze využívat službu Digitální členství v knihovně, bez nutnosti knihovnu navštívit a pouze využívat přístup do licencovaných databází.
Digitální knihovna SvkHK
Digitální knihovna SvkHK obsahuje vybraná periodika a monografie z fondu Studijní a vědecké knihovny v Hradci Králové a dalších knihoven Královéhradeckého kraje. Zde lze nalézt díla, která jsou z hlediska autorského práva tzv. volná, jinak též autorskoprávně nechráněná. V případě, že od smrti všech autorů (autora, ilustrátora, editora,...) uplynulo více než 70 let, stává se dílo volně přístupným odkudkoliv, i z pohodlí domova.
Pro registrované čtenáře jsou k dispozici díla nedostupná na trhu, neboli zkráceně DNNT. Jedná se o dokumenty, které jsou chráněny autorským zákonem (tj. neuplynulo 70 let od smrti autora), ale které nejsou dostupné na trhu, a to včetně dalších vydání, případně i upravených nebo elektronických.

#### Internetové služby
Knihovna zajišťuje přístup na internet zdarma na většině počítačů pro veřejnost a prostřednictvím bezdrátové sítě také ve studovnách ve 4. a 5. podlaží.

#### Reprografické služby
Knihovna umožňuje samoobslužné kopírovaní na strojích ve 3., 4., a 5. podlaží.

#### Akce knihovny
Knihovna pořádá přednášky, besedy, výstavy, akce pro studenty a mladé lidí, akce pro seniory a další aktivity, které probíhají nejen v konferenčním sále, ale i v galerii U Přívozu, v ostatních prostorách knihovny i v blízkém okolí.
Z iniciativy studentů vznikl v roce 2011 také projekt s názvem Kreativní knihovna.
Budova SvkHK je svou architekturou atraktivní pro filmaře. Knihovna se stala kulisou při natáčení reklamy, ve které vystupovala americká herečka Catherine Zeta-Jones a česká herečka Markéta Hrubešová. V pozdějších letech navštívily knihovnu další herecké osobnosti např. Ivan Trojan, Taťjana Medvecká nebo Kryštof Hádek.

### Služby knihovnám
Mezi základní služby, jež SvkHK jako krajská knihovna poskytuje ostatním knihovnám, patří: poradenská a konzultační činnost, metodické návštěvy, porady, vzdělávání knihovníků, semináře, exkurze, odborné praxe a mnoho dalších.

### Publikační činnost
Výběr publikací vydaných mezi léty 1991–2019:
- Občasník X
- U nás: knihovnicko-informační zpravodaj východních Čech
- Výroční zprávy
- Malovat po zdech dovoleno : nástěnné malby
- Studijní a vědecká knihovna v Hradci Králové
- Studijní a vědecká knihovna v Hradci Králové papírový model: paper model: Karton Modellbau: měřítko 1:200
- Sborník k 60. výročí knihovny
- Literární dílny: metodické listy k literárním seminářům
- Pojďme si povídat: metodické listy k cestopisným přednáškám
- Knihovny v tisku
- 2 DVD pro propagační účely knihovny
- Studijní a vědecká knihovna v Hradci Králové 1949–2017
- aj.